# Un homme de cœur
Pour plus de détails, voir Fiche technique et Distribution.
Un homme de cœur est un téléfilm réalisé par Paul Planchon et diffusé pour la première fois en 1995 sur TF1.

## Synopsis
Un jeune femme doctoresse doit lutter le cancer infecté sur le médecin.

## Fiche technique
- Réalisateur : Paul Planchon
- Scénario : Georges Desmouceaux et Yvan Lopez
- Adaptation : Viviane Zingg et  Paul Planchon
- Musique : Gérard Dahan
- Dates de diffusion : 20 décembre 1998 sur TF1
- Société de Production: Millésime Productions, TF1
- Pays d'origine :  France
- Durée : 85 minutes '51

## Distribution
- Jean-Pierre Bouvier : Pierre Blondel
- Josy Bernard : Pauline Gauthier
- Christophe Laubion : Richard Blondel
- Pierre Malet : Gérard Mercier
- Evelyne Buyle : Madeleine Dupré
- Fiona Gélin : Thérèse Mercier